# Mikael Appelgren
Mikael Appelgren (født 6. september 1989 i Uddevalla) er en svensk håndboldspiller som spiller for Rhein-Neckar Löwen og det svenske herrelandshold.

## Karriere
Appelgren startede i GF Kroppskultur, før han rykkede til IFK Skövde. Efter tre sæsoner i Skövde tog han til tyske MT Melsungen. Her spillede han endnu tre sæsoner, før han tog til Rhein-Neckar Löwen i jagten på mere spilletid. Her vandt han det tyske mesterskab i sin første sæson i klubben. I 2018 blev han udnævnt til Årets Spiller i Sverige.
I slutningen af 2019-20 sæsonen blev han opereret for en fingerskade. I oktober sæsonen efter blev han opereret for en skulderskade. I december blev han opereret for tredje gang; denne gang på grund af en knæskade. Derfor missede han hele 2020-21 sæsonen. I marts 2022 var han igen med i en kamptrup for Rhein-Neckar Löwen.

### Landshold
Appelgren fik debut for det svenske landshold i 2011. Han vandt sølvmedaljer ved EM i 2018.